# Charun

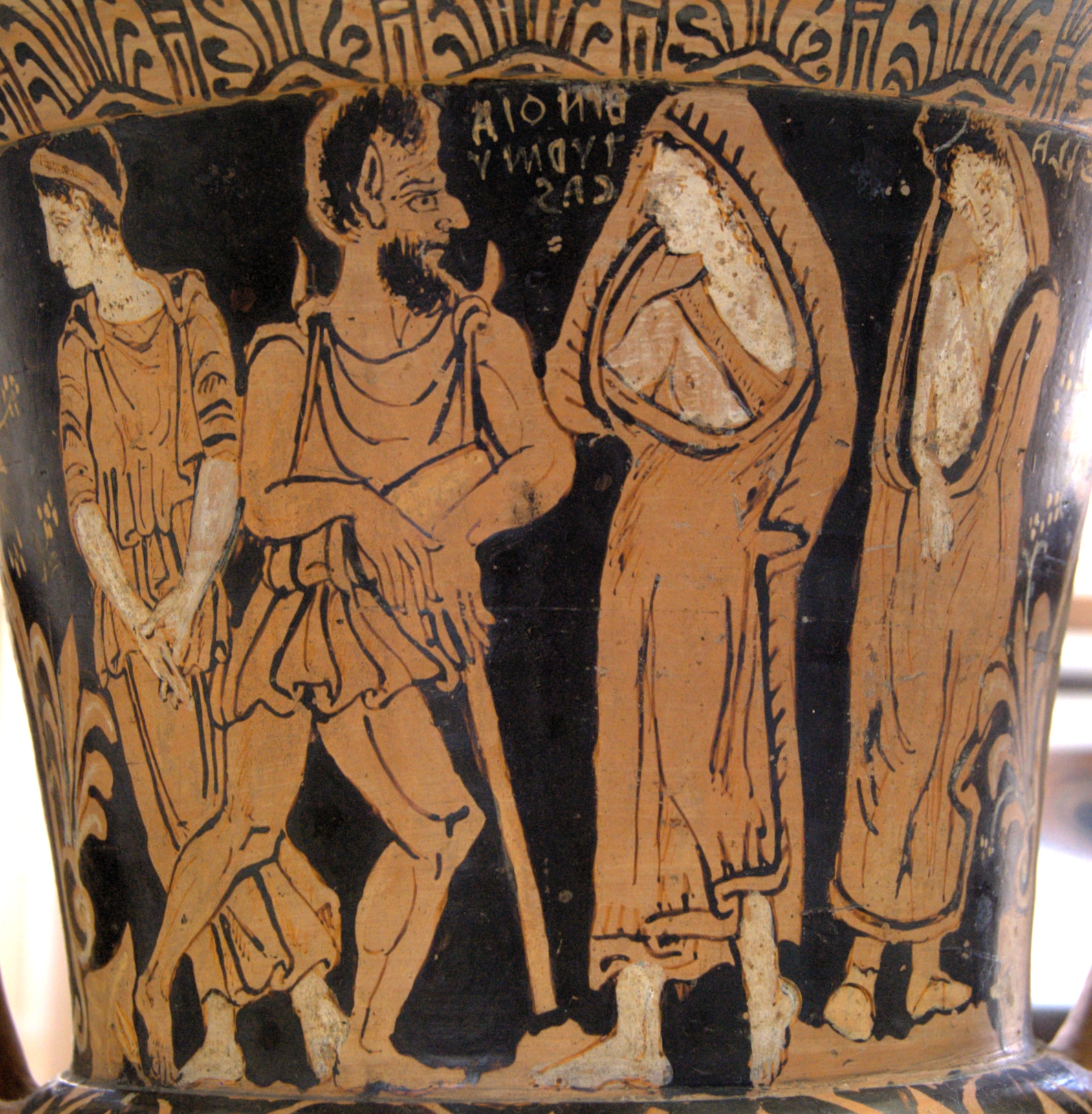
Charun en de schimmen van de pasgestorvenen. De inscriptie luidt: hinthia turmucas (TLE^{2} 335). Detail van een Etruskische roodfigurige kelkkrater, eind 4e - begin 3e eeuw v.Chr.

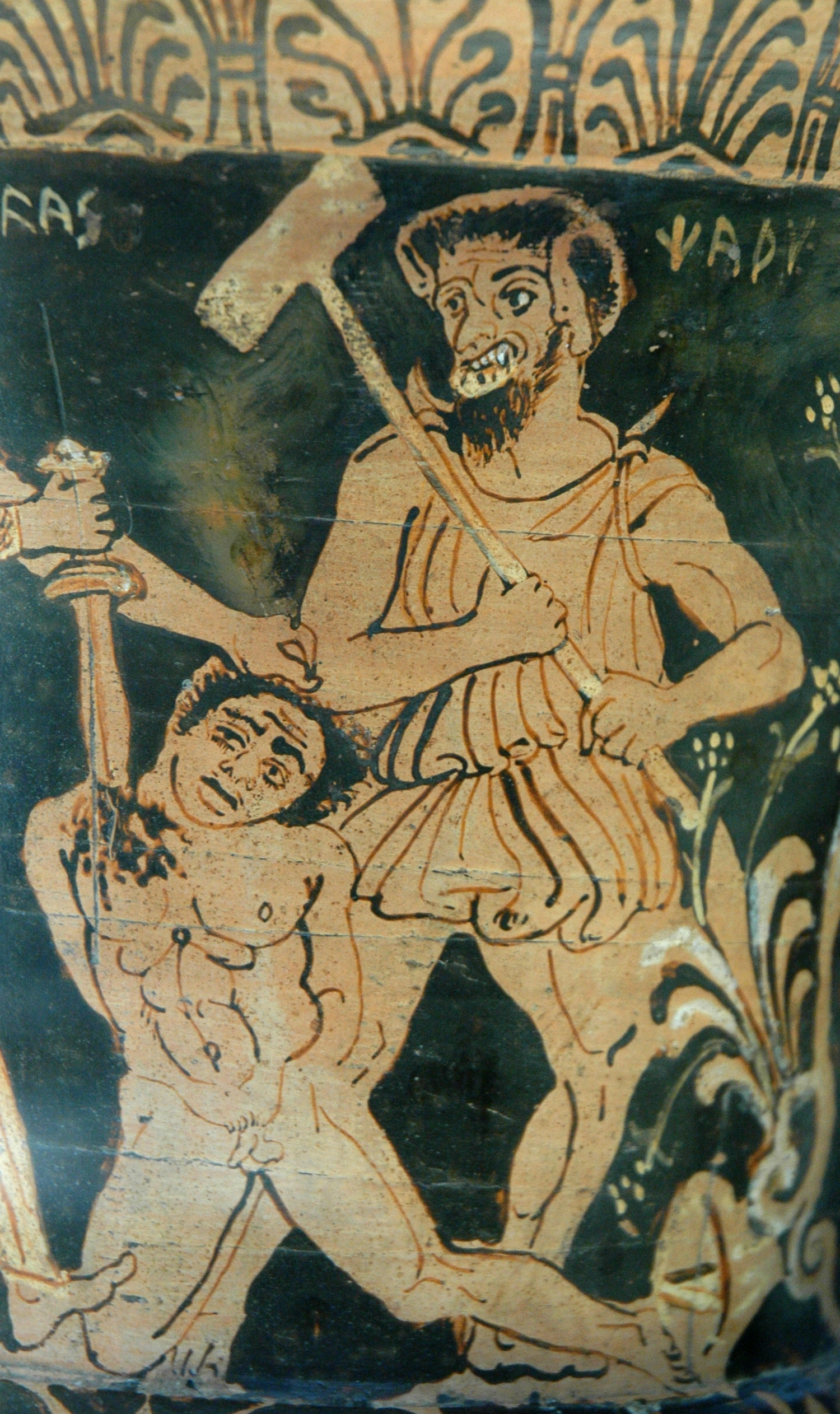
De andere zijde van hetzelfde object, waar Ajax getoond wordt terwijl hij een Trojaanse gevangene vermoordt. Charun is, zoals in veel Etruskische moordscènes, nabij.

Charun of Charu (een oudere vorm) is een figuur uit de Etruskische mythologie. Hij is een chtonische demon die de poort naar het Dodenrijk bewaakte. Ook fungeerde Charun, net als de gevleugelde demone Vanth, als psychopompos.

## Weergave
De figuur Charun komt pas vanaf ca. 400 v.Chr. in Etruskische afbeeldingen voor. Alhoewel zijn naam evident is afgeleid van de naam van het Griekse onderwereldfiguur Charon, hebben beiden weinig met elkaar gemeen. De laatstgenoemde was een veerman die de schimmen van de overledenen de Styx of de Acheron overzette. Charun daarentegen was de bewaker van de toegangspoort naar het Dodenrijk en had niets van doen met boten. Hij wordt weergegeven met een haakneus als een gier, grote slagtanden als een everzwijn, zware wenkbrauwen, grote lippen, vurige ogen, puntige oren, een zwarte baard en enorme vleugels. Zijn vaste attribuut is een reusachtige hamer, een instrument waarmee de vergrendelingsbalk van de poort in of uit positie kon worden gebracht.

## Verschijningsvormen
Een wandschildering in de zogenoemde "Tombe van de Charuns" te Tarquinia (2e helft 3e eeuw v.Chr.) toont een viertal Charuns. De afbeeldingen gaan vergezeld van vier inscripties, waarvan er drie leesbaar zijn: charun chunchules, charun huths en charun lufe. Hun betekenis is onduidelijk. Volgens De Grummond betekent de tweede inscriptie "Charun nummer Zes". Die vertaling is niet erg overtuigend, omdat huth naar alle waarschijnlijkheid "vier" betekent. Bovendien wijst de uitgang -s op een genitivus. Duidelijk is in ieder geval dat Charun hier in vier verschijningsvormen is afgebeeld.
In het reliëf op de stenen sarcofaag van Laris Pulena (eind 3e eeuw v.Chr.) staan twee Charuns en twee Vanths aan weerszijden van de centrale figuur, naar men aanneemt Laris Pulena zelf. De Grummond gelooft dat Charun meer een type-aanduiding voor een bepaald wezen is dan een individuele god.
In een van de fresco's in de Tombe van Orcus II te Tarquinia (2e helft 4e eeuw v.Chr.) is een monsterlijke figuur afgebeeld die het Griekse heroïsche duo Theseus en Peirithoös gadeslaat, die een bordspel spelen. Deze Griekse mythe is welbekend en speelt zich af in de Onderwereld. De gevleugelde demon heeft zowel menselijke als dierlijke kenmerken. Hij of zij - over het geslacht bestaat discussie - is zwaarbehaard, heeft de snavel van een roofvogel en dierenoren (mogelijk van een ezel of van een hondachtige). Om zijn arm kronkelt een slang. Een inscriptie geeft de naam van dit onverlaat: tuchulcha. Het is niet duidelijk wie deze figuur is; van zowel de afbeelding als de inscriptie bestaan geen parallellen. Volgens Haynes is de figuur een verschijningsvorm van Charun. Of dit klopt is echter niet zeker. Mogelijk was Tuchulcha een onafhankelijke demon. Zijn uiterlijk doet enigszins denken aan Eurynomos, een monster uit de Griekse mythologie dat in de Onderwereld het vlees van de lijken afvreet. Barker en Rasmussen vermoeden daarentegen een invloed vanuit Mesopotamië.